# Leonard Muylle
Leonard Muylle (29 augustus  1987) is een Vlaamse acteur en televisiemaker. Zijn bekendste rol is die van Rinus "Wiki" Ranonkel, een vast hoofdpersonage in alle drie seizoenen van de Ketnetfictiereeks De Elfenheuvel. Van 2012 tot 2018 was hij een van de Ketnet-wrappers.

## Biografie
Leonard Muylle is een neef van acteur-komiek Adriaan Van den Hoof. In 2005 speelde hij een van de broers in De Kavijaks. Daarnaast is Leonard Muylle, die als kind van het circus droomde, ook actief in de toneelwereld. In Scheld'apen bracht hij eerder zijn monoloog Troost. Tevens is hij lid van het Antwerpse theatercollectief Fernweh, waarmee hij in mei 2012 De Voorbijgangers bracht.
Sinds augustus 2012 was Leonard Muylle voornamelijk achter de Ketnetschermen aan het werk. Op 6 december 2012 werd hij er, samen met radio-dj Sander Gillis, als nieuwe wrapper 'Leo' voorgesteld, een taak waarvoor hij eerder al een paar keer was bijgesprongen. Sinds 2013 is hij ook reservepresentator van de liveshow Ketnet King Size en kreeg daarnaast een eigen liveshow. In 2018 kondigde Leonard aan dat hij zou gaan stoppen als ketnetwrapper. Muylle had een hoofdrol als Rinus 'Wiki' Ranonkel in de ketnetserie De Elfenheuvel.
Hij speelt ook een hoofdrol, de zoon van de eigenaar, in Ketnet-reeks Welkom in de Wilton (2015). 
Hij spreekt ook de stem van Rikki, de antiheld in de Australische avontuurlijke jeugdreeks Sam Fox, in. Dit programma werd in de lente van 2015 op Ketnet uitgezonden.
Vanaf 2013-2014 zingt hij ook in de boysband-parodie 2MatesOnly samen met collega-wrapper Sander Gillis.